# Vegorítida
Le dème de Vegorítida, en grec moderne : Δήμος Βεγορίτιδας / Dímos Vegorítidas, est un ancien dème du district régional de Pella, en Macédoine-Centrale, Grèce. Depuis 2010, il est fusionné au sein du dème d'Édessa.
Selon le recensement de 2011, la population du dème compte 3 635 habitants.